# Ларіно (Гагарінський район)
Ларіно (рос. Ларино) — присілок Гагарінського району Смоленської області Росії. Входить до складу Серго-Івановського сільського поселення.
Населення — 39 осіб. 